# Referencia proyectiva

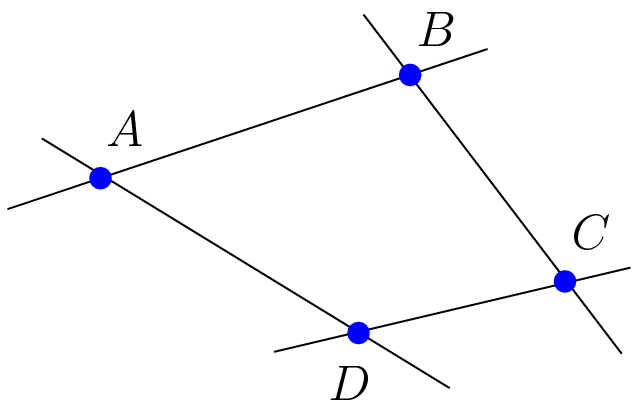
En un plano proyectivo, cuatro puntos definen una referencia proyectiva.

En matemáticas y, en concreto, en geometría proyectiva, una referencia proyectiva es un conjunto de {\displaystyle n+2} puntos de un espacio proyectivo {\displaystyle n}-dimensional de forma que ningún subconjunto de {\displaystyle n+1} estén alineados. Las referencias proyectivas se usan en geometría proyectiva para caracterizar las proyectividades y para definir las coordenadas proyectivas como se describe más adelante.

## Definición
Una {\displaystyle (n+1)}-tupla {\displaystyle (p_{0},...,p_{n})} de puntos de un espacio proyectivo {\displaystyle \mathbb {P} } sobre un {\displaystyle \mathbb {K} }-espacio vectorial {\displaystyle E} es proyectivamente independiente si existen vectores linealmente independientes {\displaystyle v_{0},\dots ,v_{n}\in E} tales que {\displaystyle p_{i}=[v_{i}]} para cada {\displaystyle i=0,\dots ,n}.
Una {\displaystyle (n+2)}-tupla {\displaystyle (p_{0},...,p_{n+1})} de puntos de un espacio proyectivo es una referencia proyectiva si cada {\displaystyle n+1} puntos son proyectivamente independientes. En este caso, se dice que {\displaystyle \dim \mathbb {P} =n}.

## Casos particulares
- {\displaystyle n=1}: tres puntos de una recta proyectiva forman una referencia proyectiva si son distintos dos a dos.
- {\displaystyle n=2}: cuatro puntos de un plano proyectivo forman una referencia proyectiva si cada tres no están alineados. Los cuatro puntos forman, por tanto, un cuadrángulo completo.
- {\displaystyle n=3}: cinco puntos de un espacio proyectivo tridimensional forman una referencia proyectiva si cada cuatro no están en un mismo plano.

## Coordenadas homogéneas
Fijada una referencia proyectiva de un espacio proyectivo {\displaystyle \mathbb {P} } quedan definidas a su vez unas coordenadas homogéneas del espacio, esto es, si el espacio tiene dimensión {\displaystyle n}, una manera de identificar sus puntos por {\displaystyle (n+1)}-tuplas de escalares salvo proporcionalidad (multiplicación por un escalar no nulo). Es decir, nos permiten identificar cualquier espacio proyectivo con un espacio proyectivo estándar {\displaystyle \mathbb {P} ^{n}(\mathbb {K} )=\mathbb {P} (\mathbb {K} ^{n+1})}. 
En esta sección construimos estas coordenadas a partir de una referencia proyectiva {\displaystyle (p_{0},\dots ,p_{n},A)}. Denotamos distinto el último punto porque tendrá un papel diferente a los demás. Llamaremos vértices de la referencia a los puntos {\displaystyle p_{i},\ i=0,\dots ,n} y punto unidad al punto {\displaystyle A}.
Para definir las coordenadas de los puntos del espacio nos hará falta definir una base del espacio vectorial {\displaystyle E} sobre el cual está definido el espacio proyectivo a partir de la referencia proyectiva. Para ello, diremos que un conjunto ordenado de vectores {\displaystyle (e_{0},\dots ,e_{n})} es una base adaptada a la referencia si se cumple que
{\displaystyle p_{i}=[e_{i}],\ i=0,\dots ,n} y {\displaystyle A=[e_{0}+\dots +e_{n}]}. Un primer resultado es que toda referencia proyectiva admite una base adaptada. 
| Toda referencia proyectiva admite una base adaptada única salvo proporcionalidad |
| Sea {\displaystyle \Delta =(p_{0},\dots ,p_{n},A)} la referencia proyectiva y tomamos representantes de los vértices y el punto unidad: {\displaystyle p_{i}=[v_{i}],\ i=0,\dots ,n,\quad A=[v]}. Al ser {\displaystyle \Delta } una referencia proyectiva, los vectores {\displaystyle v_{0},\dots ,v_{n}} son linealmente independientes y, al ser tantos como {\displaystyle \dim E=n+1}, forman una base de {\displaystyle E}. Podemos escribir pues {\displaystyle v=\lambda _{0}v_{0}+\dots +\lambda _{n}v_{n}}, con {\displaystyle \lambda _{i}\in \mathbb {K} ,\ i=0,\dots ,n}. Además, se tiene que {\displaystyle \lambda _{i}\neq 0,\ i=0,\dots ,n}: en efecto, si {\displaystyle \lambda _{i}=0}, tendríamos que {\displaystyle v\in \langle v_{0}\rangle +\dots +{\widehat {\langle v_{i}\rangle }}+\dots +\langle v_{n}\rangle }, donde {\displaystyle \langle u\rangle } denota el espacio vectorial generado por {\displaystyle u} y {\displaystyle {\widehat {}}} sobre un elemento significa que no está en la lista. Pero entonces {\displaystyle A\in p_{0}\vee \dots \vee {\widehat {p_{i}}}\vee \dots \vee p_{n}} y tenemos {\displaystyle n+1} puntos de la referencia proyectiva que no son proyectivamente independientes, lo que es una contradicción con su definición. Ahora, como {\displaystyle \lambda _{i}\neq 0,\ i=0,\dots ,n}, podemos tomar {\displaystyle e_{i}=\lambda _{i}v_{i}} como nuevos representantes de los vértices: {\displaystyle [e_{i}]=p_{i},\ i=0,\dots ,n} y, además, {\displaystyle [e_{0}+\dots +e_{n}]=[v]=A}, como queríamos. Para ver la unicidad, tomemos dos bases adaptadas {\displaystyle (e_{0},\dots ,e_{n})} y {\displaystyle (v_{0},...,v_{n})} y veamos que existe un {\displaystyle \lambda \in \mathbb {K} } tal que {\displaystyle e_{i}=\lambda v_{i},\ i=0,\dots ,n}. Observemos en primer lugar que al ser bases adaptadas, se satisface, para {\displaystyle i=0,\dots ,n}, que {\displaystyle p_{i}=[e_{i}]=[v_{i}]}, por lo que existe {\displaystyle \lambda _{i}\in \mathbb {K} } tal que {\displaystyle e_{i}=\lambda _{i}v_{i}}. Queremos ver que todos estos {\displaystyle \lambda _{i}} son iguales. También por ser base adaptada, {\displaystyle A=[e_{0}+\dots +e_{n}]=[v_{0}+\dots +v_{n}]}, por lo que existe {\displaystyle \lambda \in \mathbb {K} } tal que {\displaystyle e_{0}+\dots +e_{n}=\lambda (v_{0}+\dots +v_{n})}. Pero, por lo anterior, tenemos que {\displaystyle \lambda _{0}v_{0}+\dots +\lambda _{n}v_{n}=\lambda (v_{0}+\dots +v_{n})} y, por ser {\displaystyle v_{i}} linealmente independientes, {\displaystyle \lambda _{i}=\lambda ,\ i=0,\dots ,n}, que es lo que queríamos. {\displaystyle \quad \square } |

La existencia de bases adaptadas nos permite definir las coordenadas homogéneas de cualquier punto de {\displaystyle \mathbb {P} } en una cierta referencia. Dada una referencia proyectiva {\displaystyle \Delta }, un punto {\displaystyle q\in \mathbb {P} } tiene coordenadas homogéneas {\displaystyle [x_{0}:\dots :x_{n}]\in \mathbb {P} (\mathbb {K} ^{n+1})} definidas salvo producto por escalar no nulo (esto hará falta para que estén bien definidas) si y sólo si {\displaystyle q=[x_{0}e_{0}+\dots +x_{n}e_{n}]}, con {\displaystyle (e_{0},\dots ,e_{n})} una base adaptada a {\displaystyle \Delta }.
| Las coordenadas homogéneas están bien definidas |
| Veamos que no dependen de la base adaptada escogida ni del representante del punto. Si {\displaystyle x} e {\displaystyle y} son dos representantes de {\displaystyle q}, tenemos que {\displaystyle q=[x]=[y]}, por lo que {\displaystyle x=\lambda y}, con {\displaystyle \lambda \in \mathbb {K} \setminus \{0\}}. Por tanto, si {\displaystyle x=x_{0}e_{0}+\dots +x_{n}e_{n}}, entonces {\displaystyle y=\lambda x_{0}e_{0}+\dots +\lambda x_{n}e_{n}}, así que {\displaystyle q} tiene coordenadas {\displaystyle [x_{0}:\dots :x_{n}]} tomando a {\displaystyle x} como representante y {\displaystyle [\lambda x_{0}:\dots :\lambda x_{n}]=[x_{0}:\dots :x_{n}]} tomando a {\displaystyle y} como representante, es decir, las mismas coordenadas. De hecho, la demostración anterior también es cierta de derecha a izquierda, demostrando que puntos con iguales coordenadas son iguales (o, equivalentemente, que puntos distintos tienen coordenadas distintas). Para la independencia respecto de la base adaptada escogida, ya hemos visto que si {\displaystyle (e_{0},\dots ,e_{n})} y {\displaystyle (v_{0},\dots ,v_{n})} son dos bases adaptadas a {\displaystyle \Delta }, entonces {\displaystyle e_{i}=\lambda v_{i},\ i=0,\dots ,n}, con {\displaystyle \lambda \in \mathbb {K} \setminus \{0\}}. Pero ahora, si {\displaystyle q=[x]} y {\displaystyle x=x_{0}e_{0}+\dots +x_{n}e_{n}}, entonces {\displaystyle x=x_{0}\lambda ^{-1}v_{0}+\dots x_{n}\lambda ^{-1}v_{n}} y en una base tiene coordenadas {\displaystyle [x_{0}:\dots :x_{n}]} y, en la otra, {\displaystyle [x_{0}\lambda ^{-1}:\dots :x_{n}\lambda ^{-1}]=[x_{0}:\dots :x_{n}]}, es decir, las mismas coordenadas. {\displaystyle \quad \square } |

Nótese que la importancia de añadir el punto unidad está en hacer que las coordenadas estén bien definidas. Si no hubiera punto unidad y definiéramos una referencia proyectiva como {\displaystyle n+1} puntos proyectivamente independientes y una base adaptada a {\displaystyle (p_{0},\dots ,p_{n})} aquella {\displaystyle (e_{0},\dots ,e_{n})} tal que {\displaystyle p_{i}=[e_{i}]}, las coordenadas homogéneas no estarían bien definidas. En efecto, si {\displaystyle (e_{0},e_{1},\dots ,e_{n})} fuera base adaptada, también lo sería, por ejemplo, {\displaystyle (\lambda e_{0},e_{1},\dots ,e_{n})}, con {\displaystyle \lambda \in \mathbb {K} \setminus \{0\}}. Si en la primera base el punto tuviera coordenadas {\displaystyle [x_{0}:x_{1}:\dots :x_{n}]}, en la segunda tendría {\displaystyle [x_{0}\lambda ^{-1}:x_{1}:\dots :x_{n}]} que son, en general, coordenadas distintas aunque ambas bases fueran adaptadas de partida. Con el punto unidad, en cambio, a cada punto le corresponde exactamente una tupla de coordenadas homogéneas. Intuitivamente, añadir el punto unidad hace que los vectores de la base no se puedan "estirar" de uno en uno sino todos a la vez, de forma que las coordenadas no pueden variar arbitrariamente sino sólo por un factor {\displaystyle \lambda } común a todas.
La mayor importancia de las coordenadas homogéneas es que permiten trabajar con cualquier espacio proyectivo {\displaystyle \mathbb {P} } como si fuera, de hecho, el proyectivizado de {\displaystyle \mathbb {K} ^{n}}, {\displaystyle \mathbb {P} (\mathbb {K} ^{n})}, para cierto {\displaystyle n} (uno más que la dimensión de {\displaystyle \mathbb {P} }) pues existe una biyección entre ambos (consistente en tomar coordenadas homogéneas en una referencia proyectiva). Es decir, cualquier espacio proyectivo se comporta esencialmente igual que {\displaystyle \mathbb {P} (\mathbb {K} ^{n})}.

## Referencia proyectiva estándar
La referencia proyectiva estándar {\displaystyle (p_{0},\dots ,p_{n+1})} del espacio proyectivo {\displaystyle \mathbb {P} ^{n}(\mathbb {K} )=\mathbb {P} (\mathbb {K} ^{n+1})} se define a partir de la base canónica {\displaystyle e_{0},...,e_{n}} de {\displaystyle \mathbb {K} ^{n+1}} tomando
{\displaystyle p_{i}=[e_{i}],\ \ i=0,\dots ,n}
y el punto unidad como
{\displaystyle p_{n+1}=[e_{0}+\dots +e_{n}]}.
Es fácil comprobar por definición que estos puntos determinan, en efecto, una referencia proyectiva de {\displaystyle \mathbb {P} (\mathbb {K} ^{n+1})}.